# 林肯 (馬)
林肯，是日本純種競賽馬匹。生涯主要活躍於中長途賽事，曾勝出阪神大賞典、京都大賞典及日經賞，亦曾於菊花賞、有馬紀念及春季天皇賞等一級賽中跑獲亞軍。

## 出賽前
2000年3月18日出生於北海道早來町（今安平町）北部牧場，所有權歸於母系馬主近藤英子旗下。
其後交由栗東訓練中心練馬師森秀行訓練。

## 競賽生涯

### 2歲
2002年10月13日出戰2歲新馬戰，維持於中團位置下於直路雖然得以衝出，但仍然落後同樣位置的Champagne Snow一步取得第二。
11月9日出戰2歲未勝利戰，本次比賽選擇於中團靠後位置下逐步推進，然而於直路未能縮窄和一早透出的Makoto Emperor之間的距離，最終敗於對手再度取得第二。
其後因為馬主近藤英子的意願，其被轉往音無秀孝馬房。
轉廄後繼續出戰2歲未勝利戰，比賽初段進佔先頭約莫第五的位置下逐步追走，於對面直路稍為加速下成功爬升，最終亦能爆發出不俗的速度取得首勝。

### 3歲
2003年以公開賽若駒錦標作為首戰，繼續選擇先行策略下維持穩定的節奏，於直路上亦可爆發出優秀的末腳速度超越所有對手，最終取得勝利。
3月2日出戰堇錦標，於比賽途中一直跟隨前方的第三人氣賽駒Craft Work推進，於第三、四彎道之間逐步發力。進入直路後，其嘗試於中檔位置展開加速，最終成功進入衝刺狀態下超越對手率先衝線。
其後陣營安排其避戰皋月賞並直接以青葉賞作為目標，然而賽前驗出喘鳴症下無奈退賽並進行手術。
稍為休養過後其隨即出戰6月的東京優駿（日本打吡），但狀態未完全回復下僅能跑獲第八的戰績。
進入秋季，其以神戶新聞盃作為起動戰，本次比賽其繼續保持於較為前方的位置，然而於直路上未能進一步加速，最終敗於同一位置展開衝刺的荒漠英雄、櫻花會長及新宇宙取得第四。
11月出戰正賽菊花賞，本次比賽其稍為後置保持於第八，於通過第一彎道後更逐步墮後處於第十一左右的位置。進入直路後，其於外檔位置快速展開衝刺並不斷迫近前方，可惜最終仍然未能扭轉自身和佔先的豐盈之間的差距，以3/4馬位敗於對手取得亞軍。
完成菊花賞後於年末挑戰有馬紀念，重新選用前行戰術下於第四左右的位置進行推進，於比賽途中稍為發力下越推越前，於第四彎道更處於領先的狀態。然而進入直路後，其未能盡全力保持自身於前方的優勢，被衝出的吉兆超越下逐步彈離，最終以9馬位之差敗於對手再度以亞軍作結。

### 4歲
2004年，其以阪神大賞典作為古馬的首戰。比賽開始後，其繼續保持於先頭的有利位置逐步推進，並順應領放馬Zenno Swing做出的步速穩定姿態，於第二圈第三、四彎道才有所動作。進入直路後，其隨即於中檔位置展開加速並成功透出，最終保持優秀的走勢下成功壓贏豐盈，以復仇的姿態取得首個分級賽冠軍。
然而於其後出戰春季天皇賞受限於較差的身體狀態，未能發揮自身的速度下以第十三大敗。
稍為調整過後於6月重返賽場並以寶塚紀念作為目標，比賽初段處於中後方位置下穩步推進，於直路成功爆發不俗的速度逐步縮窄和前方距離，最終成功追到一席第三。
進入秋季後，陣營安排其直走秋季天皇賞，然而狀態再度不佳下僅能獲得第十二。

### 5歲
2005年上半年繼續以阪神大賞典作為首戰，繼續以沉穩的狀態保持於有遮擋的位置下於直路未能最大程度衝刺，最終敗於我心聲及眼福取得第三。
其後繼續出戰一級賽，雖然表現不過不失，但仍然無法奪得勝利下分別以第六及第四結束春季天皇賞及寶塚紀念。
進入秋季其以京都大賞典作為熱身，本次比賽其選擇於約莫第五的位置推進，並於比賽途中未有太大動作。進入直路後，其以優秀的反應進行加速，最終成功跑出全場最快末腳並超越所有對手，以1/2馬位優勢取得第二個分級賽冠軍。
10月下旬再度出戰秋季天皇賞，然而繼續未能發揮表現以第十五大敗。
11月27日緊接挑戰日本盃，比賽初段進佔中團前方第七的位置下於對面直路稍為後退保持於第九，於通過第四彎道時再度衝出並準備加速。進入直路後，其成功於馬群中央突破並逐步蠶食前方，可惜於最後關頭未能維持頂速下失勢，最終被位置更後的三匹賽駒傲家聲、真心呼喚及荒漠英雄壓制取得第四。
年末出戰秋季古馬三冠尾關有馬紀念，賽前取得第六人氣的支持。比賽開始後，其維持於中前方第六左右的位置逐步推進，但於第三、四彎道時候開始逐步發力上前。進入直路後，其於前半段路程仍然可以維持走勢，但於上坡後逐漸力弱下被同樣位置的真心呼喚壓制，最終亦被外檔上前的大震撼超越，以第三的戰績完賽。

### 6歲
2006年其以日經賞作為首戰，維持於第五、六左右的位置下成功於直路逐步透出，最終以輕鬆的姿態維持走勢下領先第二名的Stratagem 1 1/4馬位取得勝利。
4月30日按照計劃出戰春季天皇賞，初段於第五左右的位置展開追走下於第二圈後半段開始抽出外檔變奏加速，並於進入直路前處於第二的位置。進入直路後，其繼續保持自身的姿態進行加速，雖然最終仍然未能對一早經已透出的大震撼造成威脅被對方以3 1/2馬位擊敗，但其3分14.0秒的完賽時間亦有打破1997年摩耶重炮時的記錄。
6月繼續出戰寶塚紀念，然而受到天雨及變化地的影響下無法發揮自身速度，最終於直路失速之下以第九落敗。
9月7日返回馬房備戰秋季賽事，然而於翌日隨即被發現右前腳出現肌腱炎的症狀，最終被陣營安排退役。

### 詳細賽績
| 日期       | 舉辦國家 | 馬場 | 距離   | 級別 | 賽事名稱   | 負重 | 騎師     | 馬號 | 出馬 | 名次 | 時間   | 頭馬（二馬）        |
| ---------- | -------- | ---- | ------ | ---- | ---------- | ---- | -------- | ---- | ---- | ---- | ------ | ------------------- |
| 13/10/2002 | 日本     | 京都 | 草1800 |      | 2歲新馬    | 53   | 柴田善臣 | 8    | 10   | 2    | 1:50.7 | Champagne Snow      |
| 9/11/2002  | 日本     | 京都 | 草1800 |      | 2歲未勝利  | 54   | 武豐     | 1    | 17   | 2    | 1:48.8 | Makoto Emperor      |
| 21/12/2002 | 日本     | 阪神 | 草2000 |      | 2歲未勝利  | 54   | 武豐     | 6    | 16   | 1    | 2:05.2 | （Tagano Charmant） |
| 25/1/2003  | 日本     | 京都 | 草2000 | OP   | 若駒錦標   | 56   | 武豐     | 6    | 9    | 1    | 2:02.3 | （Makoto Emperor）  |
| 2/3/2003   | 日本     | 阪神 | 草2200 | OP   | 堇錦標     | 57   | 武豐     | 8    | 10   | 1    | 2:16.9 | （Craft Work）      |
| 1/6/2003   | 日本     | 東京 | 草2400 | GI   | 東京優駿   | 57   | 柴田善臣 | 11   | 18   | 8    | 2:29.7 | 新宇宙              |
| 28/9/2003  | 日本     | 阪神 | 草2000 | GII  | 神戶新聞盃 | 56   | 横山典弘 | 7    | 13   | 4    | 2:00.2 | 荒漠英雄            |
| 26/10/2003 | 日本     | 京都 | 草3000 | GI   | 菊花賞     | 57   | 横山典弘 | 2    | 17   | 2    | 3:04.9 | 豐盈                |
| 28/12/2003 | 日本     | 中山 | 草2500 | GI   | 有馬紀念   | 55   | 武豐     | 3    | 12   | 2    | 2:32.0 | 吉兆                |
| 21/3/2004  | 日本     | 阪神 | 草3000 | GII  | 阪神大賞典 | 56   | 武豐     | 5    | 9    | 1    | 3:08.4 | （豐盈）            |
| 2/5/2004   | 日本     | 京都 | 草3200 | GI   | 春季天皇賞 | 58   | 武豐     | 14   | 18   | 13   | 3:20.6 | Ingrandire          |
| 27/6/2004  | 日本     | 阪神 | 草2200 | GI   | 寶塚紀念   | 58   | 武豐     | 8    | 15   | 3    | 2:11.5 | 跳舞城              |
| 31/10/2004 | 日本     | 東京 | 草2000 | GI   | 秋季天皇賞 | 58   | 安藤勝己 | 16   | 17   | 12   | 2:00.7 | 荒漠英雄            |
| 20/3/2005  | 日本     | 阪神 | 草3000 | GII  | 阪神大賞典 | 58   | 福永祐一 | 4    | 10   | 3    | 3:06.3 | 我心聲              |
| 1/5/2005   | 日本     | 京都 | 草3200 | GI   | 春季天皇賞 | 58   | 福永祐一 | 6    | 18   | 6    | 3:17.1 | 鈴鹿間風            |
| 26/6/2005  | 日本     | 阪神 | 草2200 | GI   | 寶塚紀念   | 58   | 福永祐一 | 9    | 15   | 4    | 2:11.8 | 東商變革            |
| 9/10/2005  | 日本     | 京都 | 草2400 | GII  | 京都大賞典 | 57   | 武豐     | 6    | 12   | 1    | 2:25.4 | （Coin Toss）       |
| 30/10/2005 | 日本     | 東京 | 草2000 | GI   | 秋季天皇賞 | 58   | 武豐     | 3    | 18   | 15   | 2:00.9 | 美妙浪漫            |
| 27/11/2005 | 日本     | 東京 | 草2400 | GI   | 日本盃     | 57   | 武豐     | 5    | 18   | 4    | 2:22.4 | 傲家聲              |
| 25/12/2005 | 日本     | 中山 | 草2500 | GI   | 有馬紀念   | 57   | 横山典弘 | 14   | 16   | 3    | 2:32.2 | 真心呼喚            |
| 25/3/2006  | 日本     | 中山 | 草2500 | GII  | 日經賞     | 58   | 横山典弘 | 3    | 13   | 1    | 2:33.0 | （Stratagem）       |
| 30/4/2006  | 日本     | 京都 | 草3200 | GI   | 春季天皇賞 | 58   | 横山典弘 | 11   | 17   | 2    | 3:14.0 | 大震撼              |
| 25/6/2006  | 日本     | 京都 | 草2200 | GI   | 宝塚記念   | 58   | 横山典弘 | 1    | 13   | 9    | 2:14.9 | 大震撼              |

## 退役後
退役後，林肯成為了配種馬，於北海道安平町社台Stallion Station休養，在2007年開始配種。首批子嗣於2008年出生。首批子嗣可於2010年出賽。
2012年6月23日，其因為喉囊炎死亡，享年12歲。

## 血統簡介
父系週日寧靜是美國三冠賽雙冠馬，退役後在日本配種，在日本馬壇相當成功，贏得多項分級賽事，其子嗣贏得巨額獎金，連續12年成為日本冠軍種馬。祖父Halo爲美國賽駒，曾贏得一級賽冠軍，爲美國冠軍種馬。
母系Grace Admire爲日本賽駒，生涯戰績不佳，雖然勝出五場頭馬但未突破條件戰級別。外祖父爲愛爾蘭生產的意大利賽駒東來兵，曾勝出凱旋門大賽，退役後於日本配種，和週日寧靜及百仁時間被一同稱爲改變日本賽馬的三匹種馬。

### 血統表
| 父線：週日寧靜系（Halo系）           |                             |                 |                |
| 種馬 週日寧靜 1986年（棕色）         | Halo 1969年（棕色）         | Hail to Reason  | Turn-to        |
| 種馬 週日寧靜 1986年（棕色）         | Halo 1969年（棕色）         | Hail to Reason  | Nothirdchance  |
| 種馬 週日寧靜 1986年（棕色）         | Halo 1969年（棕色）         | Cosmah          | Cosmic Bomb    |
| 種馬 週日寧靜 1986年（棕色）         | Halo 1969年（棕色）         | Cosmah          | Almahmoud      |
| 種馬 週日寧靜 1986年（棕色）         | Wishing Well 1975年（棗色） | Understanding   | Promised Land  |
| 種馬 週日寧靜 1986年（棕色）         | Wishing Well 1975年（棗色） | Understanding   | Pretty Ways    |
| 種馬 週日寧靜 1986年（棕色）         | Wishing Well 1975年（棗色） | Mountain Flower | Montparnasse   |
| 種馬 週日寧靜 1986年（棕色）         | Wishing Well 1975年（棗色） | Mountain Flower | Edelweiss      |
| 繁殖雌馬 Grace Admire 1994年（棗色） | 東來兵 1983年（棗色）       | Kampala         | Kalamoun       |
| 繁殖雌馬 Grace Admire 1994年（棗色） | 東來兵 1983年（棗色）       | Kampala         | State Pension  |
| 繁殖雌馬 Grace Admire 1994年（棗色） | 東來兵 1983年（棗色）       | Severn Bridge   | Hornbeam       |
| 繁殖雌馬 Grace Admire 1994年（棗色） | 東來兵 1983年（棗色）       | Severn Bridge   | Priddy Fair    |
| 繁殖雌馬 Grace Admire 1994年（棗色） | Ballet Queen 1988年（棗色） | 鞍匠井          | 北地舞人       |
| 繁殖雌馬 Grace Admire 1994年（棗色） | Ballet Queen 1988年（棗色） | 鞍匠井          | Fairy Bridge   |
| 繁殖雌馬 Grace Admire 1994年（棗色） | Ballet Queen 1988年（棗色） | Sun Princess    | English Prince |
| 繁殖雌馬 Grace Admire 1994年（棗色） | Ballet Queen 1988年（棗色） | Sun Princess    | Sunny Valley   |
| 雌系：Ballet Queen系（號族：1-l）    |                             |                 |                |
| 五代內近親交配：無                   |                             |                 |                |

## 命名由來
名字Lincoln（リンカーン）即是第十六任美國總統亞伯拉罕·林肯之姓氏。

## 外部連結
- 林肯 netkeiba.com （页面存档备份，存于）
- 血統表 （页面存档备份，存于）